# Nafea faa ipoipo

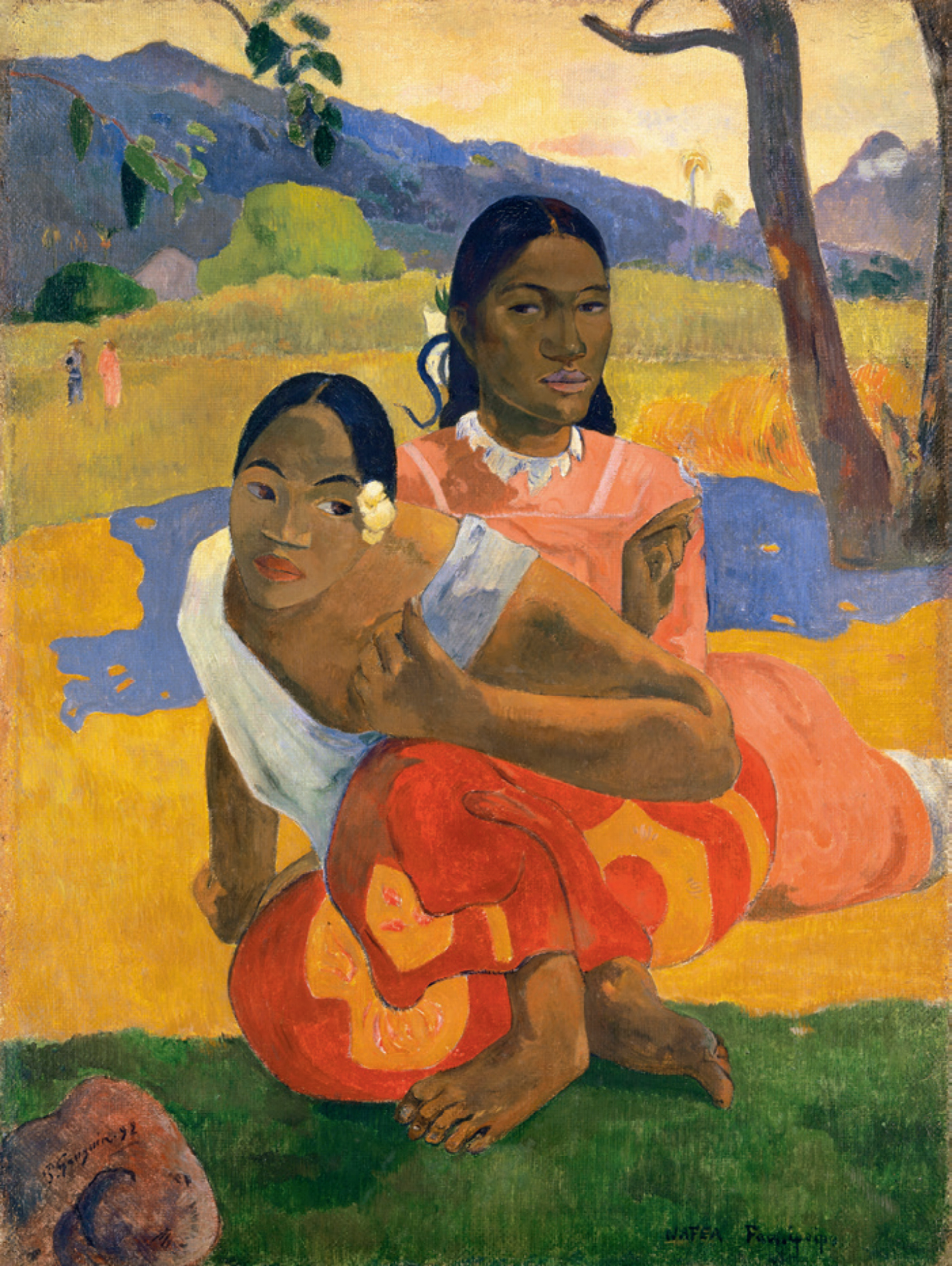
Nafea faa ipoipo
Paul Gauguin, 1892
101,5 × 77,5 cm
Öl auf Leinwand
Privatsammlung

Nafea faa ipoipo (Kurztitel Nafea, alternative Schreibweise NAFEA, deutscher Titel Wann heiratest Du?, französischer Titel Quand te maries-tu ?) ist ein Gemälde von Paul Gauguin aus dem Jahr 1892. Das während des ersten Aufenthaltes des Malers auf Tahiti entstandene Werk zeigt zwei Frauen in einer Südseelandschaft. Es ist in Öl auf Leinwand gemalt und hat eine Höhe von 101,5 cm und eine Breite von 77,5 cm. Viele Jahrzehnte hing das Bild als Leihgabe der Privatsammlung von Rudolf Staechelin im Kunstmuseum Basel. Aufsehen erregte 2015 der Verkauf des Bildes an einen unbekannten Käufer für einen vermuteten Rekordpreis. 2019 wurde ein Verkaufspreis von 201 Millionen US-Dollar veröffentlicht. Beim Verkauf wäre dies der bisher höchste Preis gewesen, der je für ein Kunstwerk bezahlt wurde. 

## Bildbeschreibung
Das Bild zeigt zwei Frauen aus Tahiti vor einer hügeligen Landschaft. Die beiden Polynesierinnen kauern eng hintereinander auf der Erde. Die vordere Frau nimmt eine komplizierte Haltung ein. Sie hat ihr Körpergewicht auf das angewinkelte rechte Bein gelagert, während das ebenfalls angewinkelte linke Bein vor ihr als Stütze dient. Zusätzlichen Halt findet sie durch den nach hinten ausgestreckten rechten Arm mit der auf den Boden abstützenden Hand. Auch der linke Arm ist angewinkelt. Mit der linken Hand greift die Frau zum linken Träger des weißen Leibchens. Das mit der braunen Haut der Frau kontrastierende Leibchen lässt beide Arme nackt und hat im Bereich des Dekolletés einen großen Ausschnitt. Die Beine werden durch einen roten Rock verhüllt, der mit gelblichen Mustern geschmückt ist. Unten aus dem Rock schauen die nackten Füße hervor. Das leicht zur Seite geneigte Gesicht der Frau wirkt insbesondere durch die eher kantig gemalte Nase maskenhaft. Während die Augenbrauen mit dünnen Strichen gemalt sind, werden die geschlossenen breiten Lippen mit roter Farbe hervorgehoben. Ihr enganliegendes schwarzes Haar ist zu einem Mittelscheitel gekämmt. An der linken Seite trägt sie als Schmuck eine weiße Blüte im Haar. Diese Blüte kann als Symbol der Unschuld gelesen werden. Die Frau blickt zum rechten Bildrand und fixiert dabei einen Punkt außerhalb des Gemäldes.
Die zweite Frau hat hinter der ersten Frau Platz genommen. Sie unterscheidet sich in vielen Details von der vor ihr sitzenden Frau. Sie trägt ein hochgeschlossenes rosafarbenes Kleid mit langen Ärmeln. Ein weißer aufgesetzter Kragen schließt das Kleid am Hals ab. Da das Kleid den Körper fast vollständig verhüllt, ist ihre Körperhaltung nicht klar zu bestimmen. Möglicherweise sitzt sie im Schneidersitz, aber auch eine kniende Haltung ist denkbar. Ihre Gesichtsfarbe ist deutlich dunkler als der Teint der Frau vor ihr. Ihr Blick geht zum linken Bildrand, ihre Nase zeigt modellierte Rundungen und ihre Lippen sind ungeschminkt. Auch sie trägt einen Mittelscheitel. Ihr langes schwarzes Haar fällt hinter der Schulter nach unten. An ihrer rechten Seite sind eine gelockte Strähne und ebenfalls eine weiße Blüte zu sehen. Auffällig ist ihre rechte Hand, die hinter dem linken Oberarm der vor ihr sitzenden Frau hervorragt. Mit ausgestrecktem Zeigefinger macht sie eine symbolhafte Geste.
Die Landschaft ist in mehrere Bereiche hintereinander gestaffelt. Im Vordergrund findet sich eine grüne Rasenfläche, auf der sich in der unteren linken Bildecke ein rotbrauner Stein oder eine Frucht befindet. Hierauf hat der Maler das Bild mit „P. Gauguin 92“ signiert und datiert. Unterhalb des rechten Fußes der vorn sitzenden Frau ist zudem der Bildtitel „NAFEA Faa ipoipo“ geschrieben. Die vordere Frau hockt am Übergang von der Rasenfläche vorn zu einer dahinterliegenden ockerfarbenen Fläche, bei der es sich um Sand handeln könnte. Diese Fläche reicht bis zu einem blauen Gewässer in der Bildmitte. Am rechten Bildrand ragen zwei Baumstämme vom Wasser bis zum oberen Bildrand, von dem sie abgeschnitten werden. Hinter der ockerfarbenen Fläche und dem See gibt es eine Getreidefläche in dunklerem Gelb. In diesem Feld stehen auf der linken Seite in der Ferne zwei Personen, davon ist eine in Blau und die andere in Rosa gekleidet. Hinter dem Getreidefeld sind auf der linken Seite Flächen in unterschiedlichen Grüntönen und dazwischen eine graue Fläche mit nach oben gerichteter Spitze zu sehen. Hierbei könnte es sich um zwei dicht belaubte Bäume und das Dach einer Hütte handeln. Den Abschluss der Landschaft bildet ein in Blautönen gemalter Gebirgszug, der vom linken Bildrand leicht nach rechts abfällt. Am rechten Bildrand ist dahinter ein steil aufragender Berg zu sehen. Über den Bergen leuchtet ein in hellen Gelbtönen gemalter Himmel.

## Hintergründe zur Entstehung des Gemäldes

Eugène Delacroix: Die Frauen von Algier, 1832, Louvre, Paris

Das Gemälde Nafea faa ipoipo entstand während des ersten Aufenthaltes von Gauguin auf Tahiti, der von 1891 bis 1893 andauerte. Ein zweiter Aufenthalt folgte ab 1895. Er war in der Hoffnung nach Tahiti gekommen, dort ein exotisches Paradies zu finden. Ein einfaches und ursprüngliches Leben hatte er zuvor bereits in der Bretagne, der Karibik und der Provence vergeblich gesucht. Auch auf Tahiti war Gauguins Enttäuschung zunächst groß. Die Hauptstadt Papeete war eine französische Kolonialstadt und die ursprünglichen Einwohner hatten durch Christianisierung und andere westliche Einflüsse bereits viel von ihrer eigenen Kultur verloren. Selbst die im Gemälde Nafea faa ipoipo zu sehenden farbenfrohen Kleider der Frauen waren Importe aus Europa. Bei seiner Suche nach einer ursprünglichen Welt folgte Gauguin seinem Vorbild Eugène Delacroix, der, von der Welt des Orients fasziniert, nach Nordafrika gereist war. In seinem Gemälde Die Frauen von Algier von 1834 findet sich auch das Vorbild für die Körperhaltung der vorn sitzenden Frau in Gauguins Bild Nafea faa ipoipo.
Die gleiche Körperhaltung nimmt auch die junge Frau in Gauguins Kauerndes Mädchen von Tahiti ein. Diese mit Kohle und Pastellfarbe gezeichnete Studie stammt ebenfalls aus dem Jahr 1892 und ist möglicherweise eine Vorarbeit zum Gemälde Nafea faa ipoipo. Die kauernde Frau taucht noch auf weiteren Bildern Gauguins auf, wo sie, wie in E Haere oe i hia (Wo gehst Du hin?) von 1892 und Ea Haere ia oe (Geh!) von 1893, im Hintergrund zu sehen ist. In Aha oe feii (Bist Du eifersüchtig?) von 1892 zeigt Gauguin in gleicher Körperhaltung eine unbekleidete Frau.

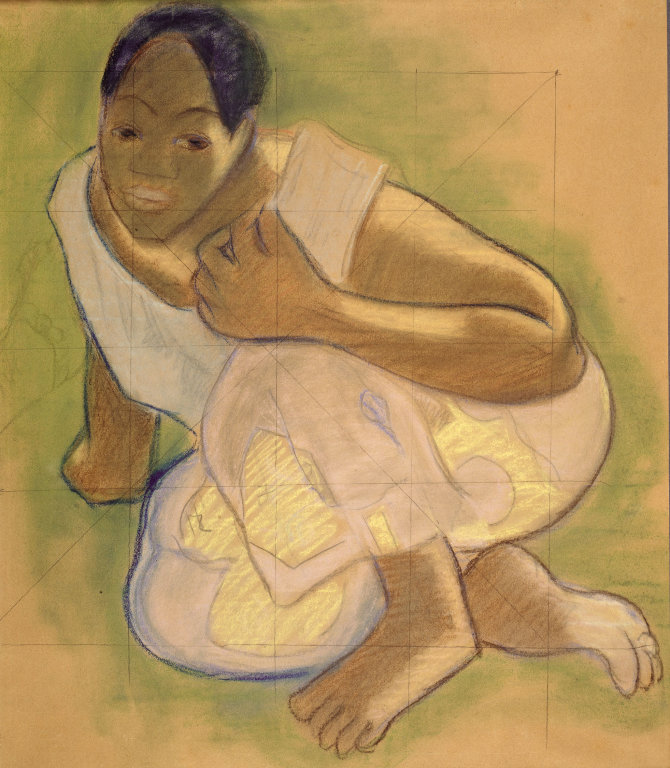
Paul Gauguin: Kauerndes Mädchen von Tahiti, 1892, Art Institute of Chicago
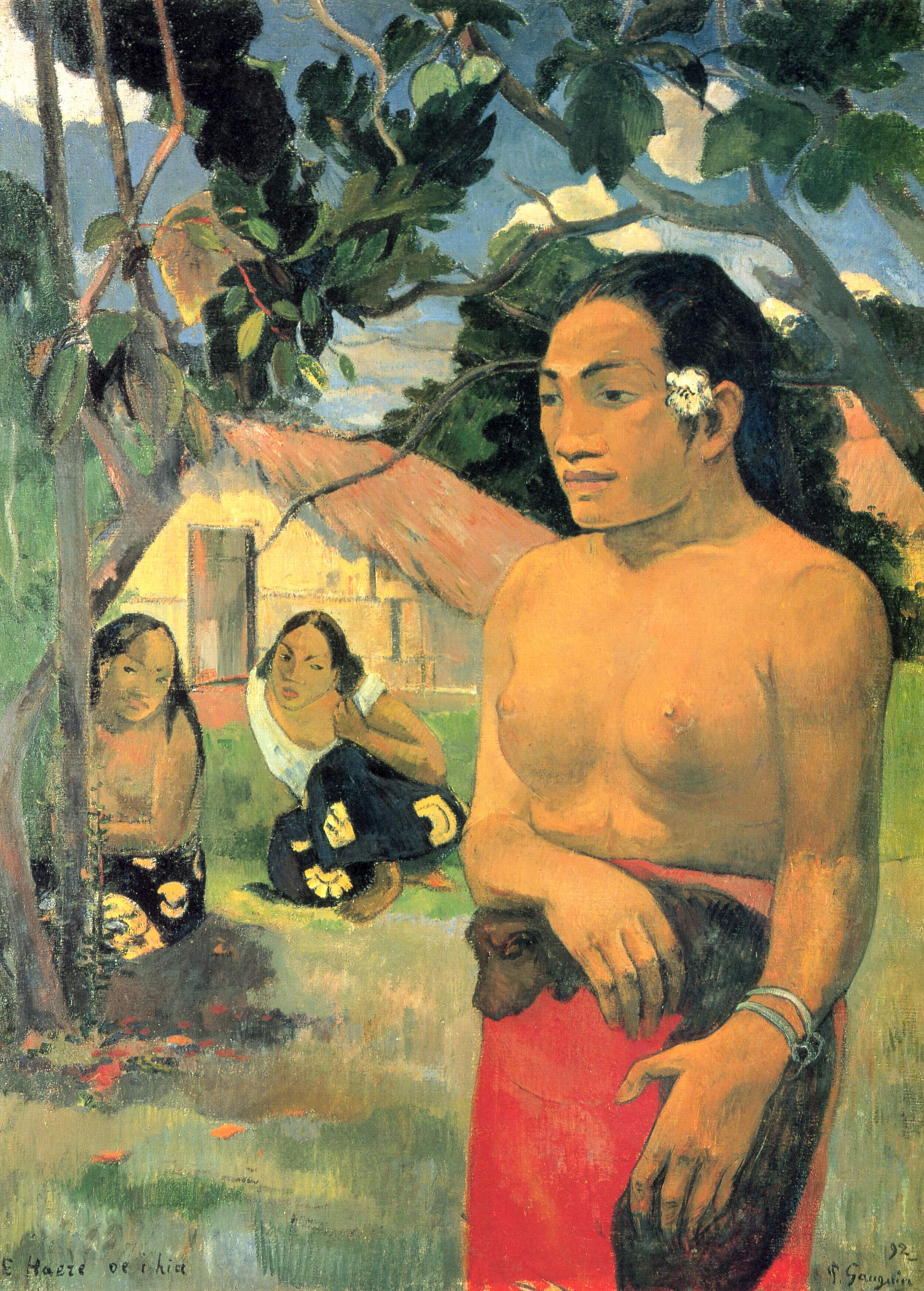
Paul Gauguin: E Haere oe i hia (Wo gehst Du hin?), 1892, Staatsgalerie Stuttgart
Paul Gauguin: Ea Haere ia oe (Geh!), 1893, Ermitage, Sankt Petersburg
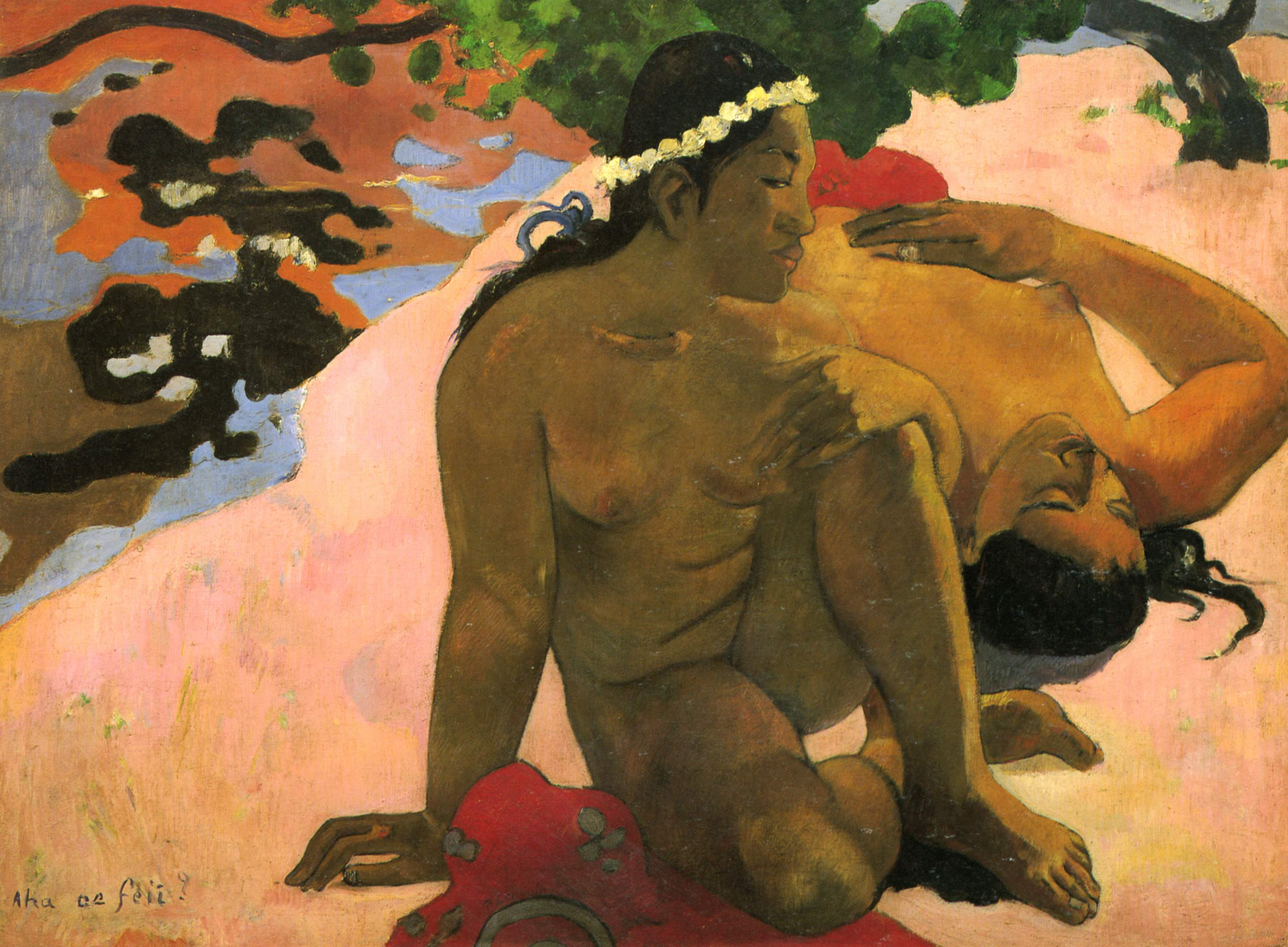
Paul Gauguin: Aha oe feii (Bist Du eifersüchtig?), 1892, Puschkin-Museum, Moskau

Für mehrere der in Tahiti entstandenen Bilder wählte Gauguin Bildtitel in tahitianischer Sprache, die die Exotik des Motivs unterstreichen. Der Titel Nafea faa ipoipo gibt nicht nur wegen der fremden Sprache Rätsel auf. Bei der Frage Wann heiratest Du? bleibt offen, wer diese Frage stellt und an wen sie gerichtet ist. Denkbar ist, dass die hintere, möglicherweise ältere Frau diese Frage an die vor ihr sitzende Frau richtet. Genauso gut kann die Frage aber auch von einer der Frauen an den Bildbetrachter oder umgekehrt gerichtet sein. Solche unbeantwortete Fragestellungen finden sich auch in Bildtiteln wie Wo gehst Du hin? oder Bist Du eifersüchtig? wieder. Bildtitel und Motiv zeigen eine exotische Welt, die sich Gauguin erträumt hatte; sie stellten nicht das reale Tahiti dar, das Gauguin umgab.

## Provenienz
Gauguin brachte das Gemälde 1893 nach Paris und gab es dort beim Kunsthändler Paul Durand-Ruel für 1500 Franc in Kommission. Später erwarb das auch als Les deux femmes de Tahiti bekannte Bild der Zürcher Sammler Fritz Meyer-Fierz. Im November 1914 lieh er das Bild, diesmal als Frauen auf Tahiti betitelt, zu einer Ausstellung im Kunsthaus Zürich aus. Es ist das einzige Bild des Sammlers, von dem er sich wieder trennte. Meyer-Fierz störte sich möglicherweise an der zu erotischen Darstellung.
Interessiert am Kauf des Bildes zeigte sich der Basler Sammler Rudolf Staechelin, der jedoch, als es über den Zürcher Kunsthändler Wolfensberger angeboten wurde, zunächst wegen des geforderten Preises von 25.000 Franken ablehnte. Danach offerierte die Galerie Moos in Genf das Bild am 21. April 1917 für 21.000 Franken und anschließend am 5. Juni 1917 für 18.700 Franken. Staechelin handelte den Preis auf 18.000 Franken herunter und kaufte das Gemälde. Er überführte das Bild zusammen mit seiner umfangreichen Kunstsammlung 1931 in die Rudolf Staechelin’sche Familienstiftung. Hierbei handelte es sich nicht um eine gemeinnützige Institution, sondern um eine private Stiftung, „um meiner Familie den materiellen Wert meiner Sammlung als Not-Reserve zu sichern“, wie der Stifter festlegte. Seit 1947 befand sich das Bild als Dauerleihgabe im Kunstmuseum Basel.
Aus Protest gegen ein neues Schweizer Kulturgütergesetz und um einem Ausfuhrverbot der Sammlung zuvorzukommen, verlagerte die Stiftung die Sammlung einschließlich des Gemäldes Nafea faa ipoipo 1997 nach Fort Worth in Texas. Dort wurde die Sammlung bis 2002 im Kimbell Art Museum gezeigt. Zwischenzeitlich ging die Stiftung in den Rudolf Staechelin Family Trust über, einen Trust nach New Yorker Recht. Von 2002 bis 2014 befand sich das Bild erneut als Leihgabe im Basler Kunstmuseum. Als dieses sanierungsbedingt und wegen der Arbeiten am Neubau für ein Jahr geschlossen werden musste, zeigte sich die Stiftung über den Schließungsentscheid derart verärgert, dass sie das Bild sowie siebzehn weitere Leihgaben unter Protest zurückzog. 2015 erklärte Ruedi Staechelin, ein Enkel von Rudolf Staechelin, der Rudolf Staechelin Family Trust habe das Bild mit Wirkung zum 1. Januar 2016 verkauft. Über den Preis und den Käufer wollte sich Staechelin zunächst nicht äußern. 2019 nannte die Aargauer Zeitung einen Verkaufspreis von 201 Millionen US-Dollar. Verschiedene Medien veröffentlichten die Vermutung, das Bild könnte für 300 Millionen US-Dollar nach Katar verkauft worden sein. 2015 war das Bild in einer Gauguin-Ausstellung in der Fondation Beyeler zu sehen. Anschließend wurde das Gemälde im Museo Reina Sofía in Madrid und in der Phillips Collection in Washington, D.C. gezeigt.